# Scotty Sadzoute
Scotty Sadzoute, né le 29 avril 1998 au Port (La Réunion), est un footballeur français qui évolue au poste d'arrière-gauche.

## Biographie
En 2013, Scotty Sadzoute quitte La Réunion, son île natale, pour rejoindre la France métropolitaine. En 2014, il intègre le centre de formation du LOSC Lille, puis il signe en 2018 son premier contrat professionnel avec le club nordiste.
Il rejoint le Pau FC en prêt pour la saison 2019-2020, contribue à la montée du club béarnais en Ligue 2, puis prolonge son prêt avec le club la saison suivante. Il fait ses débuts professionnels avec Pau en Ligue 2 lors d'un match contre le Valenciennes FC le 22 août 2020.

## Statistiques
| Saison                | Club                  | Championnat           | Championnat | Championnat | Coupe(s) nationale(s) | Coupe(s) nationale(s) | Total | Total |
| Saison                | Club                  | Division              | M.          | B.          | M.                    | B.                    | M.    | B.    |
| 2019-2020             | Pau FC                | National              | 16          | 0           | 6                     | 0                     | 22    | 0     |
| 2020-2021             | Pau FC                | Ligue 2               | 35          | 0           | 1                     | 0                     | 36    | 0     |
| Sous-total            | Sous-total            | Sous-total            | 51          | 0           | 7                     | 0                     | 58    | 0     |
| 2021-2022             | Nîmes Olympique       | Ligue 2               | 13          | 0           | 0                     | 0                     | 13    | 0     |
| 2022-2023             | Nîmes Olympique       | Ligue 2               | 14          | 0           | 3                     | 0                     | 17    | 0     |
| Total sur la carrière | Total sur la carrière | Total sur la carrière | 78          | 0           | 10                    | 0                     | 88    | 0     |